# Kordula Kohlschmitt
Kordula Kohlschmitt (* 7. Juli 1981 in Aschaffenburg) ist eine deutsche Tänzerin und Schauspielerin.

## Leben
Von 1999 bis 2002 absolvierte Kordula Kohlschmitt eine Ausbildung zur Tänzerin und besuchte hierbei Workshops in London und Los Angeles. Darüber hinaus belegte sie mehrere Semester am New Yorker Broadway Dance Center. Parallel dazu begann sie im Jahr 2000 ein bis 2004 dauerndes Schauspielstudium bei der Actors Company in ihrer Geburtsstadt. Verpflichtungen führten sie an das Saarländische Staatstheater, das Nationaltheater Mannheim und die Opern in Köln und Bonn.
Erste Erfahrungen vor der Kamera machte Kohlschmitt zu Beginn der 2000er-Jahre. 2005 spielte sie in dem bis heute aus rechtlichen Gründen unveröffentlichten Streifen Nick Knatterton – Der Film, 2011 war sie an der Seite von Tom Gerhardt und Hilmi Sözer in dem Film Die Superbullen zu sehen.
Die in Köln lebende Kohlschmitt hat und hatte Auftritte mit bekannten Künstlern wie Andrea Berg, David Garrett, Anastacia oder The BossHoss, sie tanzt in Fernseh-Liveshows, arbeitet als Choreografin und ist Mitglied der Gesangs- und Tanzgruppe The streetLIVE Family. 2008 war sie Tanzcoach in der RTL-Musikshow Die singende Firma. 

## Filmografie (Auswahl)
- 2001: Hand in Hand
- 2005: Nick Knatterton – Der Film
- 2007: Strip Mind
- 2011: Die Superbullen
- 2013: Großstadtklein
- 2014: Heiter bis tödlich: Koslowski & Haferkamp – Der perfekte Plan
- 2015: SOKO Köln – Blutige Abrechnung